# Oxenstiernska malmgården

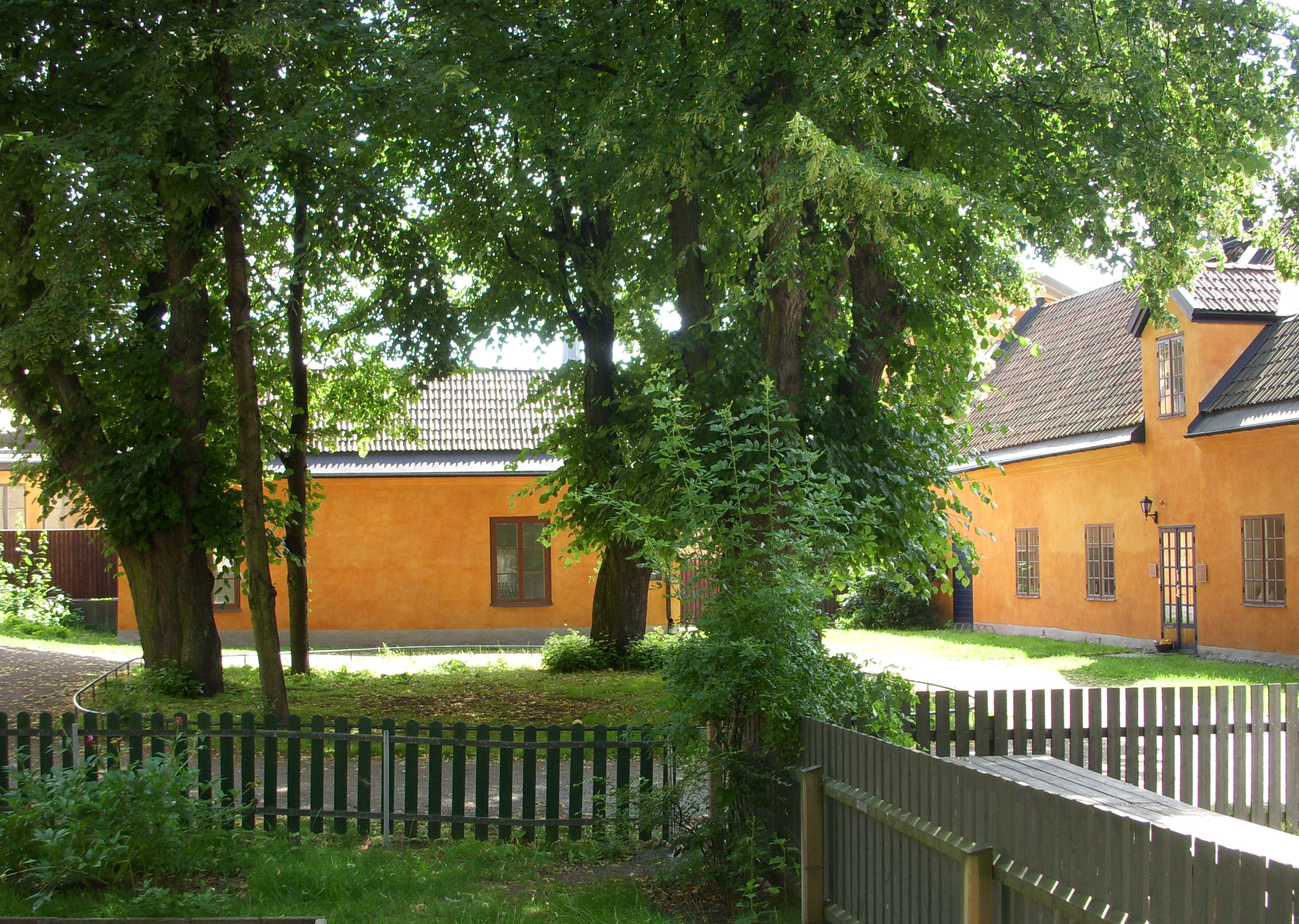
Malmgårdens gårdsplan 2009

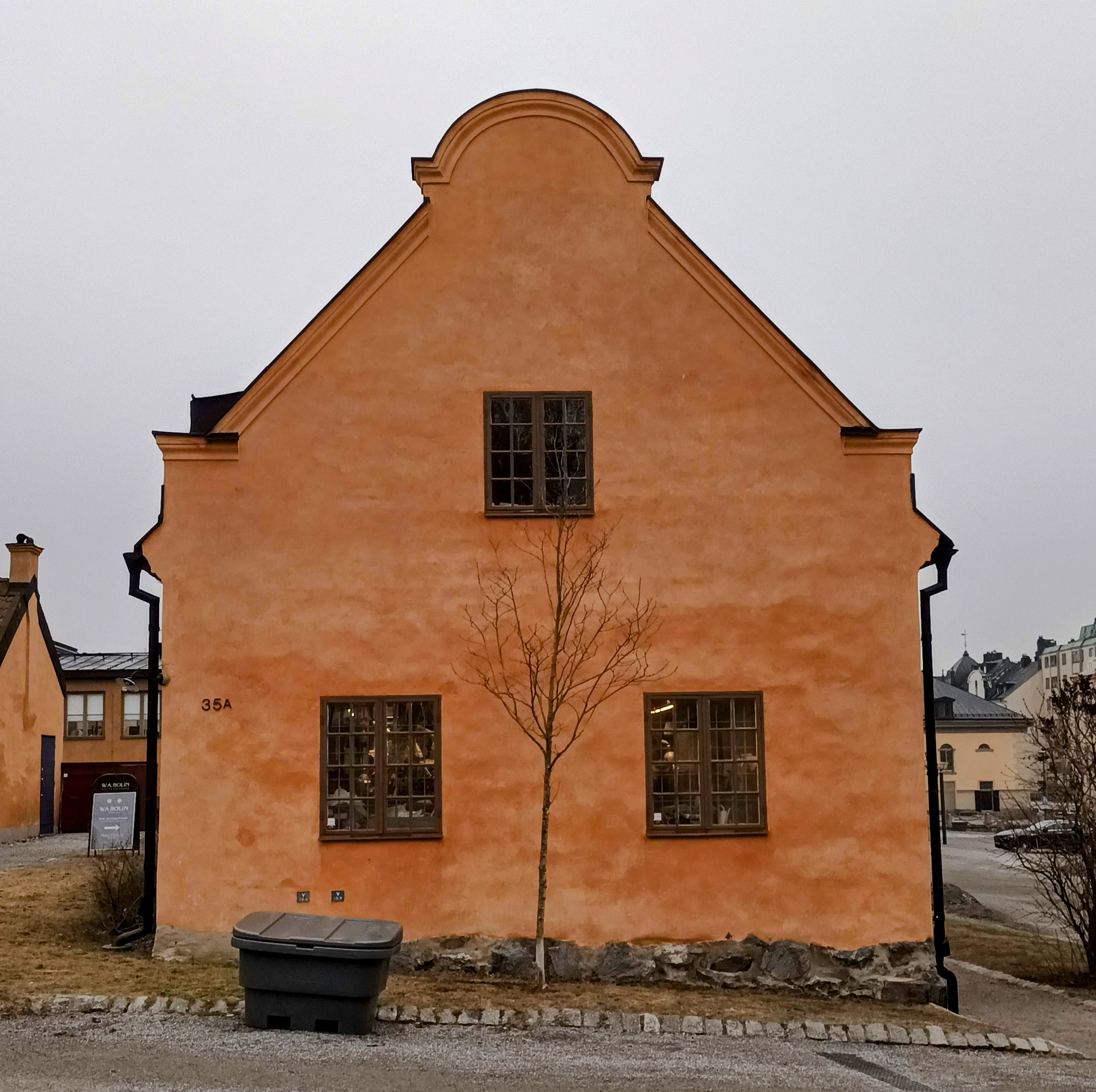
Södra flygeln, februari 2024

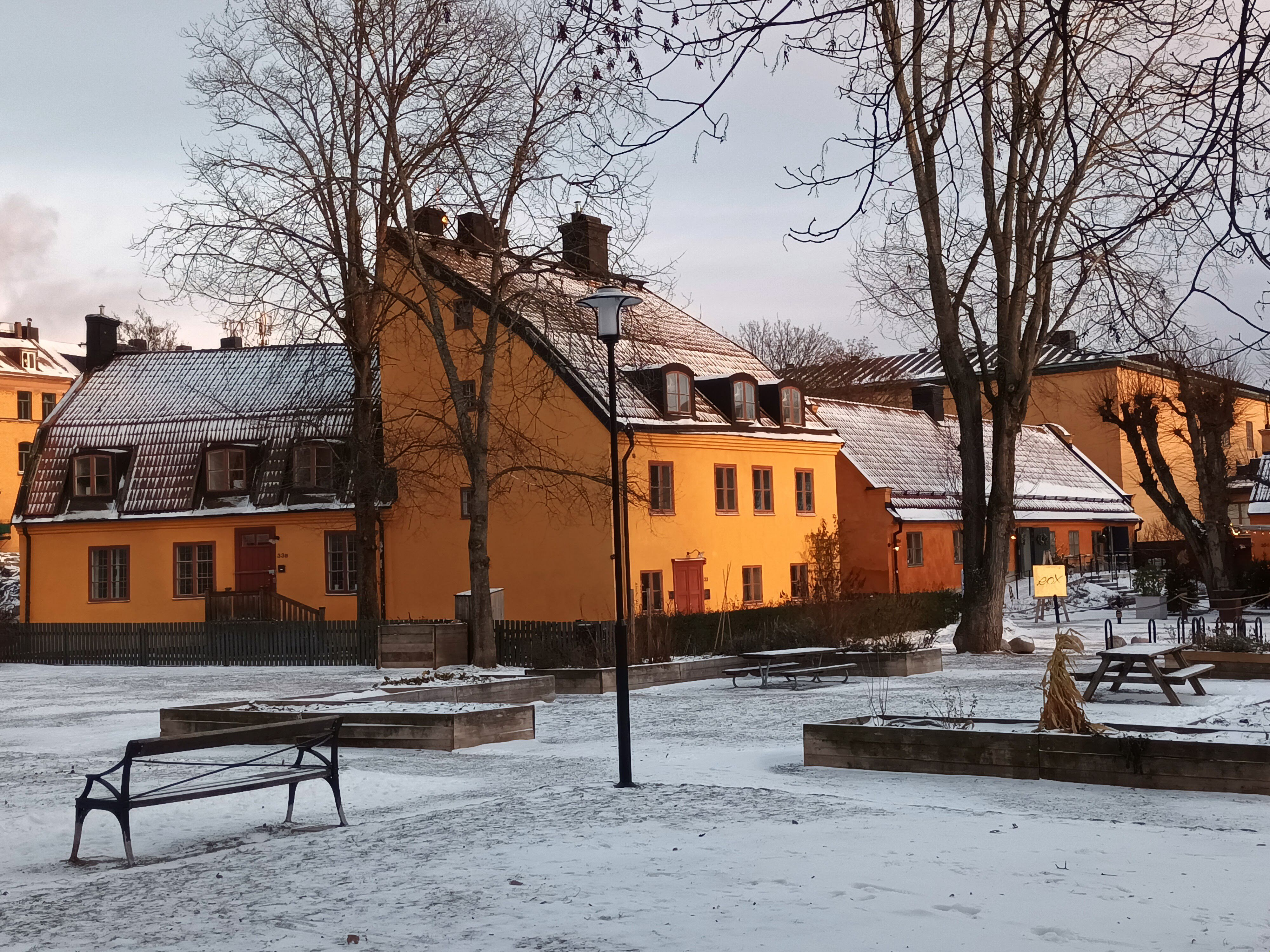
Roseliuska bostaden i december 2022.

Oxenstiernska malmgården är en av Stockholms delvis bevarade malmgårdar som ligger inom kvarteret Krubban på Östermalm vid nuvarande Linnégatan 64 i Stockholm. Malmgården är kvarterets äldsta byggnad. Till malmgården hör även den Roseliuska bostaden.

## Historik

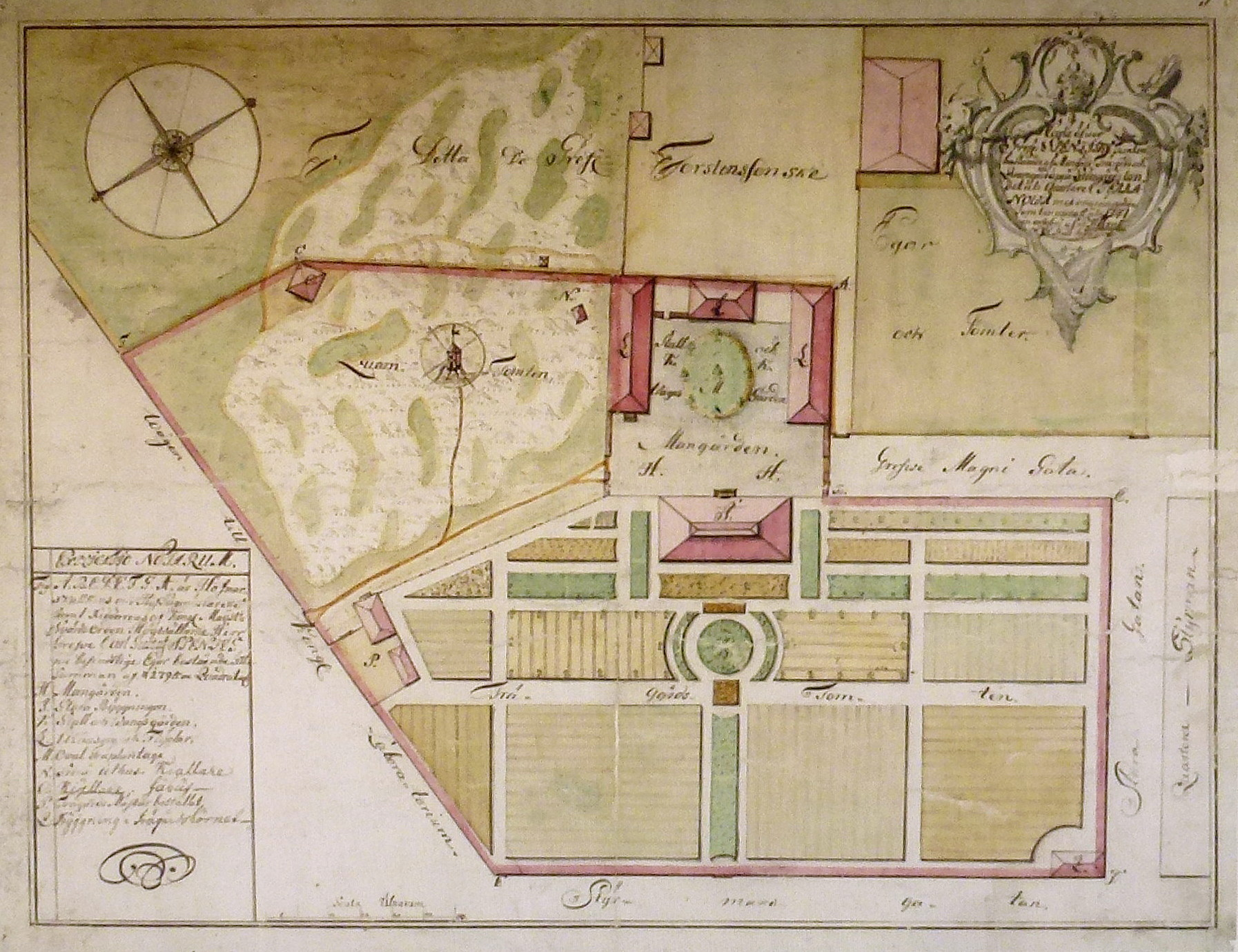
Malmgården på Tillaeus' karta från 1747.

I kvarteret Krubbans västra område ligger delar av greve Gabriel Oxenstiernas (1618–1647) malmgård. Oxenstierna fick 1646 denna tomt som gottgörelse för en annan tomt som han förlorat genom gaturegleringar inne i staden (se även  Stadsplanering i Stockholm). Hans son Gabriel Oxenstierna (1647–1700) ärvde tomten, men lät den stå obebyggd. Greven dog år 1700 och därefter lät hans änka, grevinnan fru Elsa Barbro Sparre (1664–1731), uppföra gården. Hon var själv mantalsskriven där och bodde förmodligen på malmgården kring 1720-talet.
Efter grevinnan Sparres död år 1731 övergick egendomen till mågen, hovmarskalken greve Carl Gustav Spens. År 1733 lät han bygga om gården till permanentbostad och anlade en stor trädgård. På 1700-talet, när gården var färdigbyggd, fanns här utöver huvudbyggnaden, som hade ett tidstypiskt säteritak, även tre flygelbyggnader som avgränsade en sluten rektangulär gårdsplan. Dessa inrymde kök, brygghus, stall och vagnshus. Dessutom fanns fähus, svinstia, en bostad för trädgårdsmästaren samt kvarnen Kurckan, som var uppkallad efter fru Brita Kurck (Gabriel Oxenstiernas änka, död 1671).
Efter Spens följde flera andra ägare, bland dem repslagaren Olof Roselius. Roselius köpte Oxenstiernska malmgården 1774 och uppförde på 1780-talet ett stenhus i två våningar efter egna ritningar, den så kallade Roseliuska bostaden. Det nya huset placerade han intill malmgårdens huvudbyggnad och förband det genom en portgång med norra flygeln. Under huset finns två välvda källarutrymmen.
År 1829 brann huvudbyggnaden ner. Senare uppfördes en annan byggnad på samma plats men en annan orientering: den syns ännu på flygfoton från 1975 men är på 2020-talet helt utplånad. De tre flyglarna från greve Spens tid överlevde branden står dock kvar, likaså den Roseliuska bostaden. År 1831 köpte Kronan malmgården för Kungliga Livgardet till häst. Husen fick nya funktioner: den södra flygeln blev marketenteri för underofficerare, och den norra användes som skosmedja och sjukstall. I Roseliuska bostaden inrymdes lägenheter och sjukstuga.

## Malmgården idag
Flyglarna har byggts om invändigt, men utvändigt har den ursprungliga karaktären bevarats.  1973 genomfördes en ombyggnad av norra flygeln varvid fasaderna rekonstruerades för att likna den ursprungliga 1700-talsflygeln. Därefter hade bland annat Medelhavsmuseet, Historiska museet och Myntkabinettet administrativa lokaler i byggnaderna. Idag (2009) finns där kontor för olika företag.
Sedan 1993 förvaltas Oxenstiernska malmgården av Statens fastighetsverk, SFV. Gården är ett statligt byggnadsminne.

## Bilder

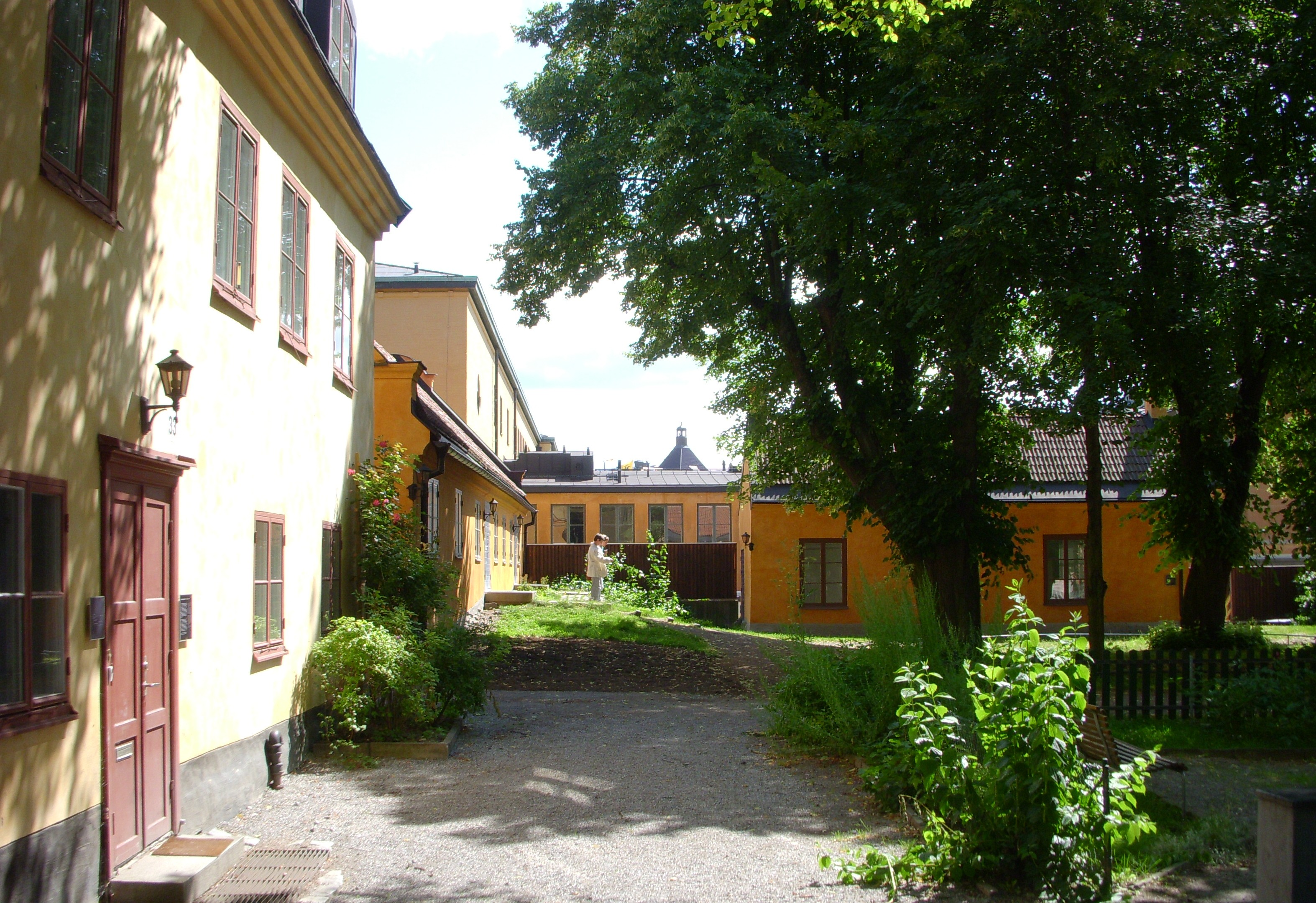
Oxenstiernska malmgårdens flygelbyggnader med Roseliuska bostaden till vänster.
Här förvarades samlingarna från Cypernexpeditionen efter 1931.
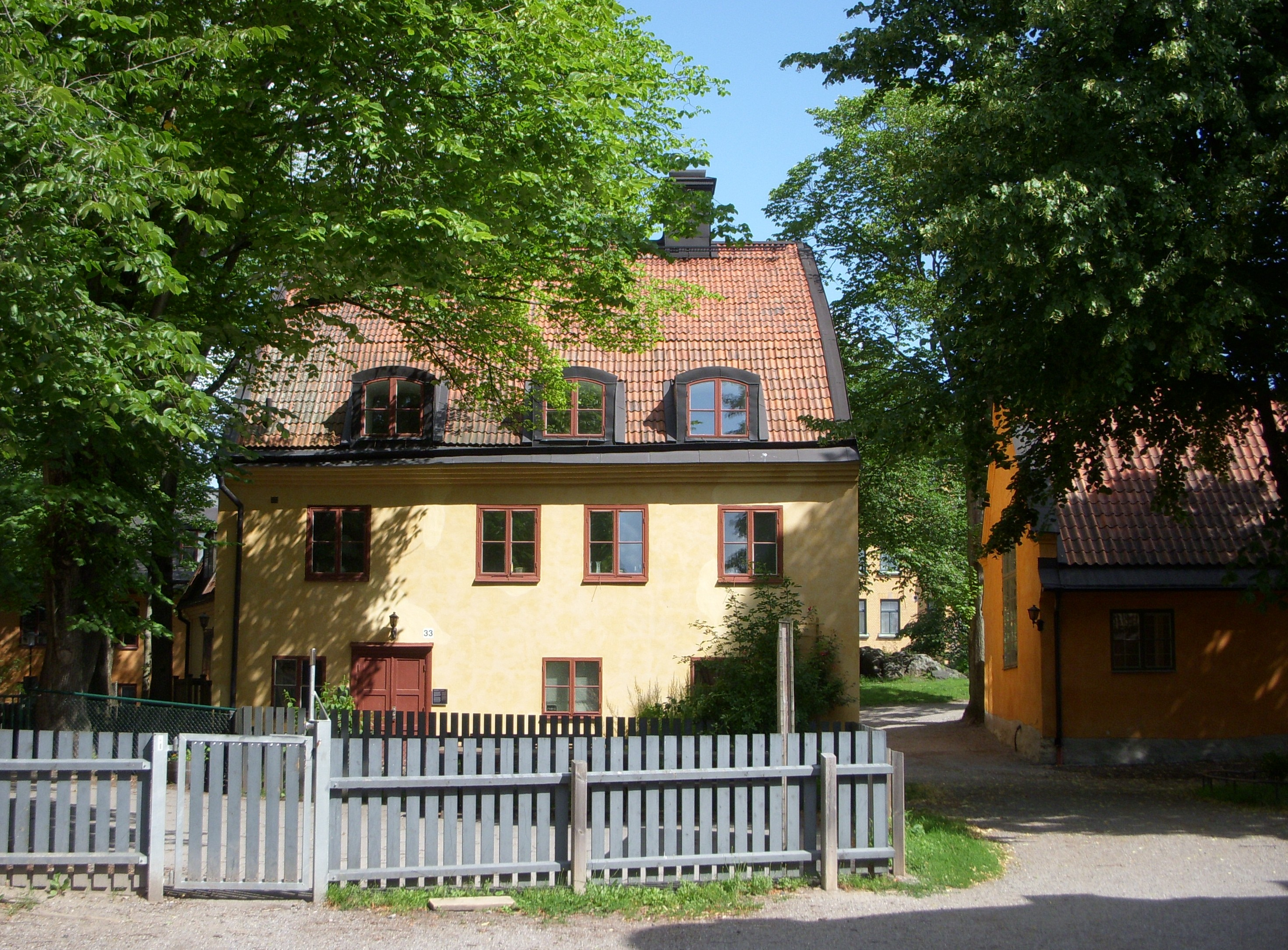
Roseliuska bostaden
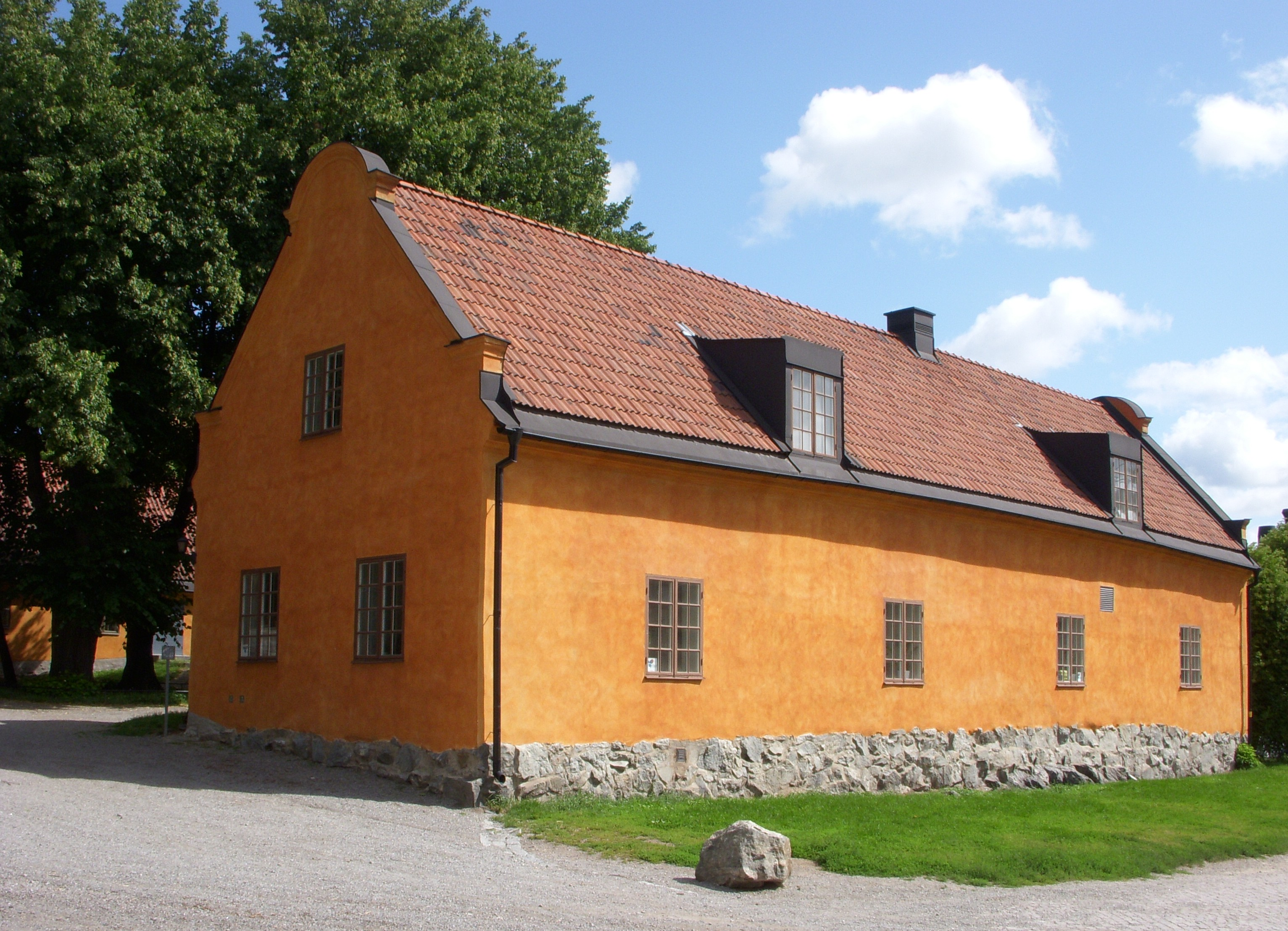
Södra längan
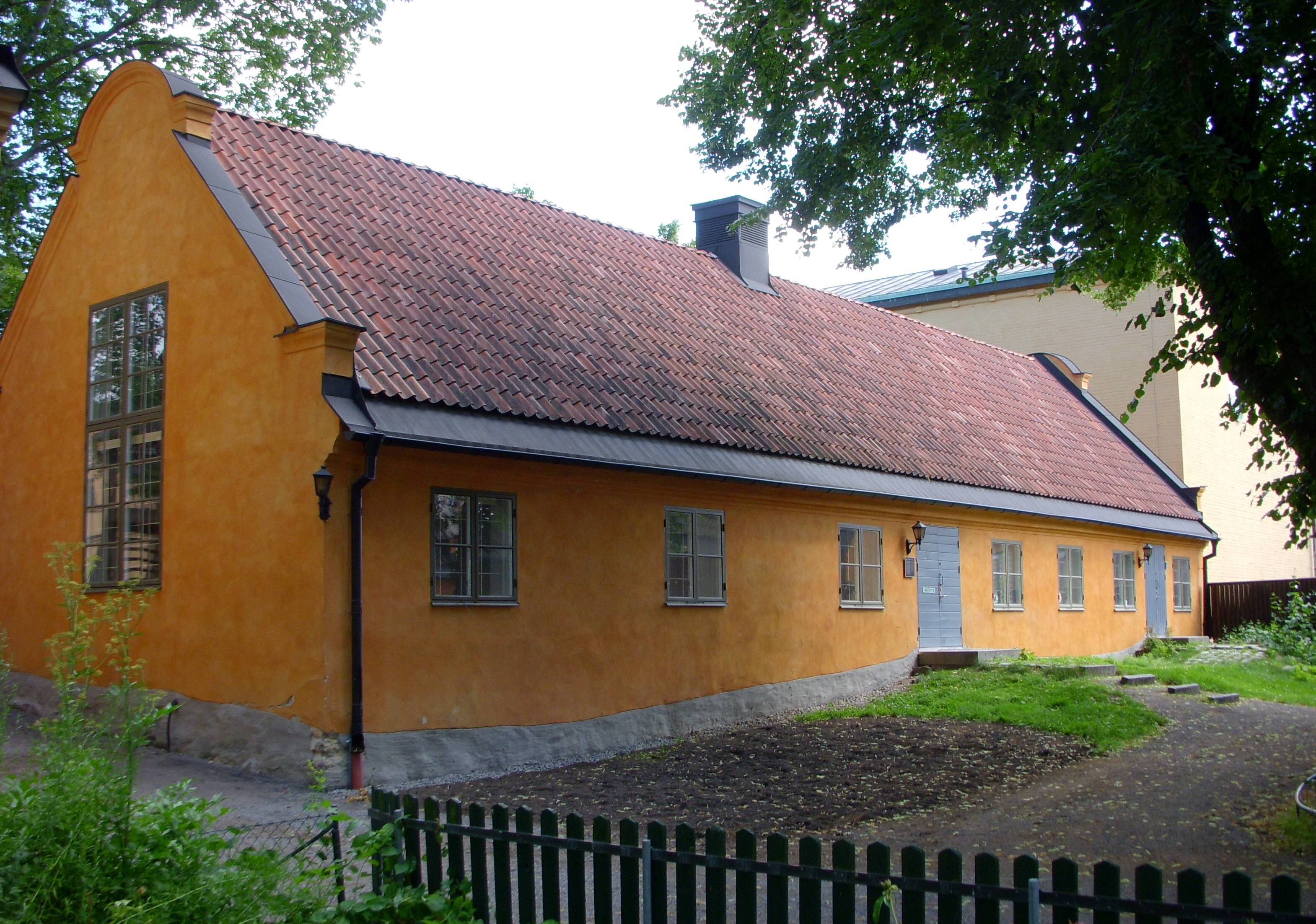
Norra längan